# Alto Canadá
El Alto Canadá o Canadá Superior (en inglés Upper Canada, en francés Haut-Canada) fue una provincia del Imperio británico, creada en 1791 por el Acta constitucional y formado por la separación geográfica y política del territorio de la provincia de Quebec. Este, con el Bajo Canadá (sur y este del Quebec actual), sería el embrión del territorio de Canadá. El Alto Canadá existió, en el aspecto legal y político, desde 1791 hasta la adopción del Acta de Unión en julio de 1840.
Fue el destino principal de los refugiados y colonos leales de los Estados Unidos después de la Revolución Americana, a quienes a menudo se les concedió tierras para establecerse en el Alto Canadá. La provincia se caracterizó por su estilo de vida británico, incluido el parlamento bicameral y el derecho civil y penal separado, en lugar de mezclarse como en el Bajo Canadá o en cualquier otro lugar del Imperio británico. La división fue creada para garantizar el ejercicio de los mismos derechos y privilegios que gozan los súbditos leales en otras partes de las colonias norteamericanas. En 1812, estalló la guerra entre Gran Bretaña y los Estados Unidos, lo que llevó a varias batallas en el Alto Canadá. Los Estados Unidos habían esperado capturar el Alto Canadá, pero la guerra terminó con la situación sin cambios.
El gobierno de la colonia llegó a ser dominado por un pequeño grupo de personas, conocido como el "Compacto Familiar", que ocupaba la mayoría de los cargos principales en el Consejo Legislativo y nombró a funcionarios. En 1837, una rebelión fallida intentó derrocar el sistema antidemocrático. El gobierno representativo se establecería en la década de 1840. El Alto Canadá existió desde su establecimiento el 26 de diciembre de 1791 hasta el 10 de febrero de 1841, cuando se unió con el Bajo Canadá adyacente para formar la Provincia de Canadá. 
El Alto Canadá se caracterizaba por su estilo de vida inglés fiel a la Corona británica, donde las leyes civiles y criminales eran inglesas. Esta división acabaría creando un distanciamiento entre los dos Canadás, a causa del enfrentamiento entre las culturas inglesa y francesa.
Hoy en día comprende la parte sur de la provincia de Ontario.